# Chassalia lushaiensis
Chassalia lushaiensis là một loài thực vật có hoa trong họ Thiến thảo. Loài này được (C.E.C.Fisch.) Fisch. mô tả khoa học đầu tiên năm 1931.